# Christopher Scarabosio
Christopher W. Scarabosio (* 30. Juli 1966 in San Francisco, Kalifornien) ist ein US-amerikanischer Tontechniker.

## Leben
Scarabosio wuchs in San Francisco auf, studierte an der San Francisco State University und arbeitete nach seinem Abschluss Ende der 1980er Jahre zunächst für ein Jahr an der Knetanimationsserie Gumby Adventures. Im Anschluss folgte ein Praktikum bei Skywalker Sound, wo er seither tätig ist. Seine erste Arbeit für Skywalker Sound war die Fernsehserie Die Abenteuer des jungen Indiana Jones, für die er 1993 mit dem Primetime Emmy ausgezeichnet wurde. Ab 1994 war er auch an Spielfilmen tätig, sein Debüt war die Krimikomödie Radioland Murders – Wahnsinn auf Sendung von Mel Smith. Durch seine Beschäftigung bei Skywalker Sound war er an zahlreichen Projekten von George Lucas beteiligt, darunter mehrere Indiana-Jones-Fernsehfilme und der Spielfilm Indiana Jones und das Königreich des Kristallschädels, sowie dessen Star-Wars-Franchise. Scarabosio war zwischen 1999 und 2005 an Lucas’ Star-Wars-Prequel-Trilogie beteiligt, arbeitete an der Zeichentrickserie Star Wars: The Clone Wars und arbeitete auch an den von Disney produzierten Star-Wars-Filmen. Bei Star Wars: Episode I – Die dunkle Bedrohung, Star Wars: Das Erwachen der Macht und Rogue One: A Star Wars Story hatte er zudem kleine Rollen als Synchronsprecher.
2008 war Scarabosio für There Will Be Blood erstmals für den Oscar in der Kategorie Bester Ton nominiert. Er war für den Film zudem für den BAFTA Film Award in der Kategorie Bester Ton nominiert. 2015 folgte die BAFTA-Film-Award-Nominierung für Grand Budapest Hotel. 2016 war er für Star Wars: Das Erwachen der Macht ein zweites Mal für den Oscar und ein drittes Mal für den BAFTA Film Award nominiert. Er konnte jedoch bislang keinen dieser Preise gewinnen.

## Filmografie (Auswahl)

### Film
- 1996: Mission: Impossible
- 1997: Speed 2 (Speed 2: Cruise Control)
- 1997: Titanic
- 1998: Armageddon – Das jüngste Gericht (Armageddon)
- 1998: Halloween H20
- 1999: Fight Club
- 1999: Star Wars: Episode I – Die dunkle Bedrohung (Star Wars: Episode I – The Phantom Menace)
- 2000: Rules – Sekunden der Entscheidung (Rules of Engagement)
- 2001: A.I. – Künstliche Intelligenz (A.I. – Artificial Intelligence)
- 2001: Pearl Harbor
- 2002: Star Wars: Episode II – Angriff der Klonkrieger (Star Wars: Episode II – Attack of the Clones)
- 2004: Hellboy
- 2005: Star Wars: Episode III – Die Rache der Sith (Star Wars: Episode III – Revenge of the Sith)
- 2007: Die Simpsons – Der Film (The Simpsons Movie)
- 2007: There Will Be Blood
- 2008: Indiana Jones und das Königreich des Kristallschädels (Indiana Jones and the Kingdom of the Crystal Skull)
- 2009: Avatar – Aufbruch nach Pandora (Avatar)
- 2011: Mission: Impossible – Phantom Protokoll (Mission: Impossible – Ghost Protocol)
- 2013: Thor – The Dark Kingdom (Thor: The Dark World)
- 2014: Grand Budapest Hotel (The Grand Budapest Hotel)
- 2014: The Return of the First Avenger (Captain America: The Winter Soldier)
- 2015: Star Wars: Das Erwachen der Macht (Star Wars: The Force Awakens)
- 2016: Rogue One: A Star Wars Story

### Fernsehen
- 1992–1993: Die Abenteuer des jungen Indiana Jones (The Young Indiana Jones Chronicles)
- 2008–2013: Star Wars: The Clone Wars

## Nominierungen und Auszeichnungen
- 1993: Primetime Emmy in der Kategorie Bester Ton für Die Abenteuer des jungen Indiana Jones
- 2008: Oscar-Nominierung in der Kategorie Bester Ton für There Will Be Blood
- 2008: BAFTA-Film-Award-Nominierung in der Kategorie Bester Ton für There Will Be Blood
- 2015: BAFTA-Film-Award-Nominierung in der Kategorie Bester Ton für Grand Budapest Hotel
- 2016: Oscar-Nominierung in der Kategorie Bester Ton für Star Wars: Das Erwachen der Macht
- 2016: BAFTA-Film-Award-Nominierung in der Kategorie Bester Ton für Star Wars: Das Erwachen der Macht